# Paul Skenes
Paul David Skenes (Fullerton, 29 mei 2002) is een Amerikaanse honkbalspeler voor de Pittsburgh Pirates organisatie. Hij werd bij de Major League Baseball-draft van 2023 in de eerste ronde, met de eerste keuze geselecteerd door de Pittsburgh Pirates.

## Biografie
Skenes groeide op in Lake Forest, California en ging naar El Toro High School. Vanuit El Toro High School werd Skenes gerecruteerd door en ging hij spelen voor het honkbalteam van de United States Air Force Academy.

## Amateur carrière
In zijn eerste seizoen bij Air Force werd Skenes verkozen tot Freshman of the Year van de Mountain West Conference, en als 'first team All-American' door onder andere Baseball America.
Na zijn tweede jaar bij Air Force kondigde Skenes aan over te stappen naar de Louisiana State University om te gaan spelen voor de LSU Tigers. Na zijn eerste en enige seizoen bij LSU, in 2023, won hij zowel de National Pitcher of the Year Award en de Dick Howser Trophy. Na het winnen van de College World Series met LSU werd hij verkozen tot de Most Outstanding Player van het toernooi.

## Professionele carrière

### Draft & Minor League
Skenes werd in de Major League Baseball-draft van 2023 in de eerste ronde, met de eerste keuze geselecteerd door de Pittsburgh Pirates. Op 18 juli tekende hij zijn contract bij de Pirates, met een tekenbonus van $9.200.000. Dit is de hoogste tekenbonus voor een honkbalspeler komende uit de draft ooit.
Op donderdag 10 augustus maakte Skenes zijn professionele debuut voor de Florida Coast League Pirates, die uitkomen op Rookie-niveau. Op dinsdag 15 augustus maakte Skenes zijn debuut voor de Bradenton Marauders, die uitkomen op Low-A niveau. Vervolgens werd Skenes op maandag 21 augustus gepromoveerd naar de Altoona Curve, die uitkomen op Double-A niveau. Op 31 maart 2024 maakte hij zijn debuut voor de Indianapolis Indians, op Triple-A niveau.

### Pittsburgh Pirates (2024-heden)
Op zaterdag 11 mei maakte Skenes zijn debuut in de Major League Baseball, in een wedstrijd tegen de Chicago Cubs. Hij speelde in zijn debuut 4 innings en gooide in die innings zeven strike outs. Op 3 september gooide hij zijn 142e strike out van het seizoen. Daarmee evenaarde hij het record van de Pirates voor meeste strike outs in een rookie seizoen, dat sinds 1900 staat.
Op zondag 7 juli werd Skenes de eerste speler die in hetzelfde jaar als eerste werd gedraft en werd geselecteerd om te spelen in de All Star Game. Skenes sloot zijn rookie seizoen af met een ERA van 1.96, 170 srikeouts, 32 keer 4-wijd en een record van 11-3, in 23 gestarte wedstrijden en 133 innings.